# 薩嘉樂
薩嘉樂（？—？），福建省福州府閩縣人，清朝政治人物、同進士出身。
光緒十五年（1889年），参加光緒己丑科殿試，登進士三甲77名。同年五月，改翰林院庶吉士。光緒十六年四月，散館，授翰林院檢討。